# Lesley Souter
Lesley Scott Souter (23 de octubre de 1917 - 21 de abril de 1981) fue la primera mujer estudiante de ingeniería eléctrica en la Universidad de Glasgow, graduándose en 1940.

## Biografía
Souter nació en Elgin, Moray, Escocia, hija de James Stephen Souter y su esposa el 25 de octubre de 1917. Su padre era ingeniero eléctrico. Souter fue a la Universidad de Glasgow en 1936 y al graduarse regresó a Elgin donde trabajó como ingeniera. Al trabajar durante el verano en General Electrical Company en Wembley tuvo más oportunidades de empleo y Souter pasó un tiempo trabajando para los laboratorios de investigación de GEC y en la investigación de física del estado sólido de GEC. Mientras estuvo allí, consiguió una patente de su trabajo sobre resistencias. En 1946, Souter fue elegida para demostrar el funcionamiento de la maquinaria a la reina María y la entonces princesa Isabel cuando visitaron las instalaciones de investigación de GEC.
Souter también trabajó para Mullard y Siemens Research Laboratories. Después de jubilarse, Souter fue elegida miembro ayuntamiento Rugby en 1976 como su consejera conservadora. Se la recuerda como Lesley Souter House.

## Membresías
Souter fue miembro de la Institution of Electrical Engineers (Institución de Ingenieros Eléctricos).
Souter fue miembro activo de la Women's Engineering Society (WES), se convirtió en miembro de pleno derecho en 1940, se unió al Consejo en 1943 y fue elegida vicepresidenta en 1959. En diciembre de 1948, Souter participó en un programa de radio llamado Woman's Hour sobre las mujeres en la industria y habló sobre su trabajo en el diseño y fabricación de equipos de rayos X para uso médico, junto con sus colegas de WES Madeleine Nobbs, Cicely Thompson y Veronica Drake. En 1958, coescribió Training and Opportunities for Women in Engineering (Capacitación y oportunidades para mujeres en ingeniería) con Verena Holmes para The Woman Engineer, la revista de la Women's Engineering Society. Viajó a la URSS con Rose Winslade en 1960 (financiada por  el Caroline Haslett Memorial Trust fundado por la British Electricity Authority (Autoridad de Electricidad Británica)). Fueron a investigar el papel de las ingenieras en la URSS.
Lesley Souter murió el 21 de abril de 1981 en Rugby, Warwickshire. Su obituario de WES fue escrito por Marjorie Bell.